# Federazione di hockey su ghiaccio della Polonia
La Federazione polacca di hockey su ghiaccio (in polacco Polski Związek Hokeja na Lodzie, PZHL) è un'organizzazione fondata il 22 febbraio 1925 per governare la pratica dell'hockey su ghiaccio in Polonia.
Ha aderito all'International Ice Hockey Federation il 11 gennaio 1926.